# Washington (Kansas)
Pour les articles homonymes, voir Washington.
La ville de Washington est le siège du comté de Washington, situé dans le Kansas, aux États-Unis.

## Source
- (en) Cet article est partiellement ou en totalité issu de l’article de Wikipédia en anglais intitulé « Washington, Kansas » (voir la liste des auteurs).